# Quadrokopter
En quadrotor eller quadrokopter er et luftfartøj, som får dynamisk opdrift og drives frem af 4 rotorer. Quadrokoptere klassificeres som rotorfly, i modsætning til fastvingede flyvemaskiner, fordi deres opdrift fås fra de 4 rotorer. De kan også klassificeres som helikoptere, men til forskel fra almindelige helikoptere, anvender quadrokoptere fast-vinklede blade, hvis rotor-pitch (hældning i forhold til akslen) ikke ændrer sig, når bladene drejer rundt om masten. Styring af fartøjsbevægelse kan opnås ved at variere hver rotors hastighed i forhold til de andres og dermed fås fremdrift og opdrift.
Der er to generationer af quadrokopter-design. Den første generation af quadrokoptere blev designet til at bære en eller flere passagerer. Disse fartøjer var blandt de første vellykkede tungere-end-luft VTOL-fartøjer.
Men de tidlige prototyper led af dårlig ydelse,
og senere prototyper krævede for meget pilotarbejde, grundet for dårlig stabilitet.
Den nyere generation af quadrokoptere bliver almindeligvis designet til at være UAV. Disse luftfartøjer anvender et elektronisk styresystem og elektroniske sensorer til at stabilisere luftfartøjet. Med deres lille størrelse og lette manøvrering kan disse quadrokoptere flyves indendørs såvel som udendørs.
Grundet quadrokopteres lette konstruktion og styring, bliver quadrokopter-luftfartøjer ofte anvendt til amatør-modelluftfartøj-projekter.
AeroVelo Atlas er en menneskedrevet helikopter med fire rotorer, der blev udviklet for at deltage i Igor I. Sikorsky Human Powered Helicopter Competition. Den 13. juni 2013, blev den den første til at opfylde målet i konkurrencen og vandt dermed præmien.

## Andet
Små quadrokopter-luftfartøjer produceres også kommercielt og til militære formål såsom observation.